# Secretos de amor
Secretos de amor è una telenovela argentina che ha come protagonisti Soledad Silveyra, che interpreta Diana ed Adrián Navarro nel ruolo di Manuel.
Racconta la storia di Diana, che è sposata con Antonio, i due hanno due figli, Nacho e Paula, però Antonio vuole abbandonare la famiglia.